# عادل عبد الله الفلاح
عادل عبد الله الفلاح (مواليد 1953 في الكويت) سياسي كويتي وشخصية بارزة. يشغل منصب نائب وزير الأوقاف والشؤون الإسلامية في دولة الكويت. وهو رئيس المركز العالمي للوسطية في الكويت. بصفته ممثلاً لوزارة الأوقاف والشؤون الإسلامية الكويتية، لعب دورًا هامًا في تأسيس المركز العلمي والتربوي الوسطي المركز العالمي للوسطية موسكو، روسيا، حيث أقام علاقات مع المجتمعات الإسلامية في موسكو ومنطقة الفولغا وجنوب روسيا.

## روابط خارجية
- عبدالله فلاح على iicowric.org (PDF)
- السيرة الذاتية لعادل عبدالله الفلاح حمد فليح على موقع rusisworld.com
- التقى المفتي الشيخ راوي عين الدين مع نائب وزير الأوقاف والشؤون الإسلامية الكويتي عادل الفليح ، muslim.ru
- عادل الفليح، النائب الأول لوزير الأوقاف والشؤون الإسلامية بدولة الكويت ، muslim.ru